# I.G.I.-2: Covert Strike
I.G.I.-2: Covert Strike est un jeu vidéo de tir à la première personne et d'infiltration développé par Innerloop Studios et édité par Codemasters, sorti en 2003 sur Windows. Il fait suite à Project I.G.I..

## Accueil
- Jeux vidéo Magazine : 17/20[1]
- Jeuxvideo.com : 16/20[2]